# Stenolpium asperum nitrophilum
Stenolpium asperum nitrophilum es una subespecie de arácnido del orden Pseudoscorpionida de la familia Olpiidae.

## Distribución geográfica
Se encuentra en Chile.